# Ceas atomic
Ceasul atomic este un tip de ceas care utilizează tranziția frecvenței electronice în zona microundelor, opticii sau a ultravioletelor dintr-un spectru electromagnetic a unui atom. Acest tip de ceas este cel mai exact dintre toate descoperite de om. 
Ceasurile atomice NIST-F1 si F2-NIST funcționează în baza frecvenței atomului de cesiu, care este 9192631770 vibrații pe secunda, fiind utilizate pentru a defini unitatea internațională de timp. Diferența operațională este dată de faptul ca F1 operează la temperaturi de circa 27 °C, în timp ce atomii din F2 sunt protejați într-un mediu mult mai rece (- 193 °C). Aceasta răcire scade radiația de fond și reduce erorile de măsurare extrem de mici, care trebuie să fie corectate în NIST-F1.
Etaloanele primare din cadrul NIST-F1 si NIST-F2 sunt controlate de mai multe ori în fiecare an pentru a calibra recepțiile NIST si pentru a stabili ora oficiala. Ceasuri NIST contribuie, de asemenea, la stabilirea UTC. Din punct de vedere tehnic, atât F1 cat si F2 sunt standarde de frecvență, ceea ce înseamna ca sunt folosite pentru a măsura dimensiunea temporală și pentru a calibra ora exactă în întreaga lume.